# Bogomoro (Tchad)
Bogomoro est une localité et sous-préfecture dans le département Loug Chari de la région de Chari-Baguirmi au Tchad,.